# Bongouanou (departement)
Bongouanou är ett departement i Elfenbenskusten. Det ligger i regionen Moronou, i den sydöstra delen av landet, 110 km öster om huvudstaden Yamoussoukro.